# Apanteles abdera
Apanteles abdera är en stekelart som beskrevs av Nixon 1965. Apanteles abdera ingår i släktet Apanteles och familjen bracksteklar. Inga underarter finns listade i Catalogue of Life.